# سارة برايس
سارة برايس (بالإنجليزية: Sarah Price)‏ هي منتجة أفلام ومخرجة أمريكية، ولدت في 1970 في فرجينيا في الولايات المتحدة.

## وصلات خارجية
- سارة برايس على موقع IMDb (الإنجليزية)
- سارة برايس على موقع ألو سيني (الفرنسية)
- سارة برايس على موقع أول موفي (الإنجليزية)
- سارة برايس على موقع قاعدة بيانات الفيلم (الإنجليزية)
- سارة برايس على موقع كينوبويسك (الروسية)